# Matrammen
Matrammen är en sjö i Sandvikens kommun i Gästrikland och ingår i Dalälvens huvudavrinningsområde.